# María Isabel Rueda
María Isabel Rueda Serbousek (Bogotá, 6 de febrero de 1955) es una abogada, periodista y excongresista colombiana. Egresada de la Universidad del Rosario de Bogotá —donde se graduó en 1979— trabajó por largo tiempo para la revista Semana hasta junio de 2008 cuando se unió al equipo periodístico del diario El Tiempo. Al mismo tiempo colaboró como comentarista del programa La W de W Radio, de la cadena Caracol.

## Trayectoria
Durante sus últimos años en la universidad, fue invitada a trabajar en el periódico El Siglo como editora del suplemento dominical. A partir de 1977 adquirió más responsabilidades en el diario, convirtiéndose en directora de las páginas editoriales. Igualmente era traductora de economía de la revista Síntesis Económica y crítica de cine del periódico El Tiempo.
En 1984 ejerció la jefatura de prensa de la campaña presidencial de Álvaro Gómez Hurtado. En 1987 comenzó a formar parte del equipo de la revista Semana como editora y columnista. A través de su columna de opinión manifestó su simpatía por el gobierno Uribe, defendiendo usualmente las políticas del gobierno. «Me encanta Uribe. Soy muy uribista», manifestó en su columna.
Sin dejar atrás su vocación de escritora, en 1987 pasó a dirigir el noticiero de televisión 24 Horas y trabajó durante cinco años en el programa radial Caracol 6 AM 9 AM. Más adelante, en 1991 fue una de las fundadoras y directoras, junto con María Elvira Samper, del noticiero de televisión QAP noticias. QAP permaneció en antena durante seis años hasta que, luego de que el gobierno del presidente Ernesto Samper, del cual fue muy crítica, privatizara la televisión, sus directoras decidieron no licitar de nuevo [cita requerida].
Trabajó por largo tiempo en dos secciones en la revista Semana. En su sección "Al Paredón con Maria Isabel" hacía una entrevista semanal y en la sección de opinión escribía su habitual columna. Al mismo tiempo colaboraba como comentarista del programa radial La W de la cadena Caracol. En mayo de 2008 abandona Semana para asumir un nuevo rol periodístico en el diario El Tiempo, después de que de dicho diario abandonaran sus columnas por motivos laborales periodistas como María Jimena Duzán y Rafael Pardo. A la vez, emite todos los domingos al mediodía el programa periodístico de opinión “Sal y Pimienta”, y es directora de la revista Credencial desde marzo de 2009.
En octubre de 2009, Rueda fue galardonada con el Premio Nacional de Periodismo Simón Bolívar como la mejor periodista del año. Otras distinciones periodísticas incluyen cuatro premios colectivos Simón Bolívar como miembro de la Revista Semana, dos menciones de honor y el Premio Nacional Simón Bolívar en la categoría “Mejor Columnista de Opinión” [cita requerida].

## Carrera política
Luego de sus años como periodista, Rueda se lanzó a la Cámara de Representantes con el lema "Me cansé de quejarme". En 1998 fue elegida representante por la ciudad de Bogotá con 110.000 votos. Durante su trayectoria en el Congreso, Rueda fue ponente del código de procedimiento penal, de la justicia sin rostro para combatir el crimen organizado, de la ley de desaparición forzada, de la reforma política y de la reforma a la casación. Sin embargo, a los dos años de su carrera política en la Cámara de Representantes, decidió renunciar a su cargo debido a diferencias con decisiones tomadas contra otros periodistas congresistas por ejercer las dos profesiones a la vez [cita requerida].

## Vida personal
Tiene dos hijos, Pedro Felipe Arciniegas Rueda y Juan Arciniegas Rueda. Su hermano Miguel Germán Rueda es esposo de la política y exministra del Interior de Colombia Nancy Patricia Gutiérrez.